# Cernina
Cernina (in ungherese Felsőcsernye) è un comune della Slovacchia facente parte del distretto di Svidník, nella regione di Prešov.